# Saint-Julien-les-Villas
Saint-Julien-les-Villas é uma comuna francesa na região administrativa de Grande Leste, no departamento de Aube. Estende-se por uma área de 5,26 km². Em 2010 a comuna tinha 6 946 habitantes (densidade: 1 320,5 hab./km²).